# Айтуганов Нурмахамбет Сарсенбекович
Айтуганов Нурмахамбет Сарсенбекович (каз. Айтуганов Нұрмахамбет Сарсенбекұлы; род 27 сентября 1947 год, Ходжа-Тугай, Казахстан) депутат Верховного Совета Республики Казахстан XIII созыва. Трудовую деятельность начал в 1963 году рабочим, чабаном, затем в 1964—1967 годы работал помбухгалтером фермы № 1 совхоза «Ходжатугайский» Кызылкумского района.

## Биография
Родился в семье животновода.
С 1967 по 1972 годы был студентом Казахского ордена Трудового Красного Знамени Государственного сельскохозяйственного института.
В 1972 году работал агрономом ферм № 1 и 5 совхоза «Ходжатугайский». С 1973 года по 1974 год работал старшим агрономом — семеноводом, а с 1974 по 1991 годы работал главным агрономом госплемзавода «Ходжатугайский».
С апреля 1991 года работал председателем Кызылкумского районного объединения агропромышленного комплекса, затем начальником Кызылкумского районного управления сельского хозяйства, а с марта 1992 года — первым заместителем Главы районной администрации Отрарского района Южно — Казахстанской области.
С марта 1994 года по март 1995 года работал депутатом Верховного Совета Республики Казахстан.
С апреля 1995 года по декабрь 1995 года работал заместителем начальника Управления Комитета по водным ресурсам Республики Казахстан.
С декабря 1995 года по апрель 1999 года был депутатом Мажилиса Парламента РК, одновременно секретарем аграрного Комитета.
С апреля по сентябрь 1999 года работал председателем Комитета по карантину растений Министерства сельского хозяйства Республики Казахстан.
С октября 1999 года по 13 сентября 2006 года работал начальником Алматинского областного территориального управления Министерства сельского хозяйства Республики Казахстан, а с 12 сентября 2006 года — начальником Алматинской областной территориальной инспекции Министерства сельского хозяйства Республики Казахстан, с 11 ноября 2008 года по 27 сентября 2010 года (до выхода на пенсию) заместителем начальника Алматинской областной территориальной инспекции Министерства сельского хозяйства Республики Казахстан.
С 01 февраля 2011 года по 31 декабря 2014 года работал старшим научным соотрудником в Казахском научно-исследовательском институте животноводства и кормопроизводства. С сентября 2010 года работал в ТОО «Зенгибаба» и являлся единственным учредителем этого хозяйства.

## Награды
Лауреат Государственной премии Республики Казахстан с 1991 года, кандидат сельскохозяйственных наук с 1987 года.